# تياغو كاييرو
تياغو كاييرو (بالبرتغالية: Tiago Caeiro‏) (29 مارس 1984 بفيلا فرانكا دي إكسيرا في البرتغال - ) هو لاعب كرة قدم برتغالي في مركز الهجوم. لعب مع أتليتيكو كلوب دي برتغال ونادي بيلينينسش وA.D. Carregado ‏ وCD Operário ‏ وEstrela de Vendas Novas ‏.

## روابط خارجية
- تياغو كاييرو على موقع قاعدة بيانات كرة القدم.إي يو (الإنجليزية)
- تياغو كاييرو على موقع Soccerway.com (الإنجليزية)
- تياغو كاييرو على موقع AS.com (الإسبانية)